# Gurabo (Porto Rico)
Pour les articles homonymes, voir Gurabo.
Gurabo est une municipalité de Porto Rico (code international : PR.GR) s'étendant sur une superficie de 73 km2. Elle compte 40 622 habitants en 2020.

## Personnalités
- Wanda Díaz-Merced, astrophysicienne.